# فرانك ماكدونالد
فرانك ماكدونالد (بالإنجليزية: Frank McDonald)‏ هو مؤلف أيرلندي، ولد في 1950.